# Tréma
Tréma (odvozeno od latinského tremere = třást se) je strach z neúspěchu a veřejného ponížení. Je to psychický stav emočního napětí, který se dostavuje před veřejným vystoupením, pohovorem nebo jinou událostí pro nás nějak významnou a důležitou.
Mezi vnější příznaky patří bušení srdce, pocení, třes, porucha příjmu potravy. Tréma je částečně pozitivní, neboť dokáže zaměřit pozornost člověka a jeho energii k danému výkonu.
Obtěžující projevy trémy lze omezit následujícím způsobem:
- vzpomenout si na předchozí úspěchy,
- soustředit se na výkon a ne na příznaky,
- nevěnovat pozornost trémě ostatních lidí,
- zopakovat si osnovu vystoupení, ale nezabíhat do podrobností,
- zlepšit soustředění, např. pravidelným dýcháním, procházkou nebo intenzivními vnějšími projevy.